# USS Edsall (DE-129)
USS Edsall (DE-129) là một tàu hộ tống khu trục, là chiếc dẫn đầu của lớp tàu mang tên nó, từng phục vụ cùng Hải quân Hoa Kỳ trong Chiến tranh Thế giới thứ hai. Nó là chiếc tàu chiến thứ hai của Hải quân Hoa Kỳ được đặt cái tên này, được đặt nhằm vinh danh thủy thủ Norman Edsall (1873-1899), người đã tử trận tại Samoa trong cuộc Chiến tranh Tây Ban Nha-Hoa Kỳ. Nó đã phục vụ cho đến khi chiến tranh kết thúc, xuất biên chế năm 1946, rồi bị bán để tháo dỡ vào năm 1969. Edsall được tặng thưởng một Ngôi sao Chiến trận do thành tích phục vụ trong Thế Chiến II.

## Thiết kế và chế tạo
Lớp Edsall có thiết kế hầu như tương tự với lớp Cannon dẫn trước; khác biệt chủ yếu là ở hệ thống động lực Kiểu FMR do được trang bị động cơ diesel Fairbanks-Morse dẫn động qua hộp số giảm tốc đến trục chân vịt. Đây là cấu hình động cơ được áp dụng rộng rãi trên tàu ngầm, được chứng tỏ là có độ tin cậy cao hơn so với lớp Cannon.
Vũ khí trang bị bao gồm ba pháo 3 in (76 mm)/50 cal trên tháp pháo nòng đơn có thể đối hạm hoặc phòng không, một khẩu đội pháo phòng không Bofors 40 mm nòng đôi và tám pháo phòng không Oerlikon 20 mm. Vũ khí chống ngầm bao gồm một dàn súng cối chống tàu ngầm Hedgehog Mk. 10 (có 24 nòng và mang theo 144 quả đạn); hai đường ray Mk. 9 và tám máy phóng K3 Mk. 6 để thả mìn sâu. Con tàu vẫn giữ lại ba ống phóng ngư lôi Mark 15 21 inch (533 mm), và được trang bị radar SC dò tìm không trung và mặt biển. Thủy thủ đoàn đầy đủ bao gồm 186 sĩ quan và thủy thủ.
Edsall được đặt lườn tại xưởng tàu của hãng Consolidated Steel Corporation ở Orange, Texas vào ngày 2 tháng 7, 1942. Nó được hạ thủy vào ngày 1 tháng 11, 1942, được đỡ đầu bởi bà Bessie Edsall Bracey, em gái của thủy thủ Edsall, và nhập biên chế cùng Hải quân Hoa Kỳ vào ngày 10 tháng 4, 1943 dưới quyền chỉ huy của Hạm trưởng, Thiếu tá Hải quân Edwin Charles Woodward.

## Lịch sử hoạt động
Edsall đã hoạt động như một tàu thực hành tại Norfolk, Virginia từ ngày 20 tháng 6 đến ngày 6 tháng 8, 1943, nhằm huấn luyện các thủy thủ đoàn tương lai cho các tàu hộ tống khu trục khác. Sau đó nó phục vụ tại Miami, Florida cùng Trung tâm Huấn luyện Săn ngầm. Đến tháng 3, 1944, nó tham gia thành phần hộ tống một đoàn tàu chở dầu tại Galveston, Texas, rồi được phân về Đội hộ tống 59 và đảm nhiệm vai trò soái hạm của đơn vị này từ ngày 24 tháng 3. Con tàu tiếp tục nhiệm vụ hộ tống vận tải ven biển từ vùng vịnh Mexico đến New York và Norfolk, và đã từng thực hiện một chuyến hộ tống vận tải đến Argentia, Newfoundland. Sang tháng 5, nó lên đường đi Bermuda để thực hành thử nghiệm chống tàu ngầm cùng một tàu ngầm chiếm giữ được của Hải quân Ý.
Trong giai đoạn từ ngày 1 tháng 7, 1944 đến ngày 3 tháng 6, 1945, Edsall hộ tống bảy đoàn tàu vận tải vượt Đại Tây Dương đi sang Địa Trung Hải và quần đảo Anh. Trong chuyến đi thứ sáu xuất phát từ New York để hướng đến Liverpool, Anh, vào ngày 10 tháng 4, 1945, nó đã cùng các tàu hộ tống khác trợ giúp cho hai tàu chở dầu mắc tai nạn va chạm, tìm kiếm cứu vớt những người sống sót và giúp vào việc dập tắt các đám cháy phát sinh.
Sau khi chiến tranh chấm dứt tại Châu Âu, Edsall khởi hành vào ngày 24 tháng 6 để đi sang khu vực Mặt trận Thái Bình Dương. Tuy nhiên trong lúc con tàu vẫn con đang huấn luyện tại khu vực phụ cận Trân Châu Cảng, Nhật Bản đã chấp nhận đầu hàng vào ngày 15 tháng 8 giúp kết thúc vĩnh viễn cuộc xung đột. Vì vậy chiếc tàu hộ tống khu trục quay trở về vùng bờ Đông, được đưa về thành phần dự bị tại Green Cove Springs, Florida, và được cho xuất biên chế tại đây vào ngày 11 tháng 6, 1946.
Edsall được cho rút tên khỏi danh sách Đăng bạ Hải quân vào ngày 1 tháng 6, 1968. Con tàu bị bán để tháo dỡ vào tháng 7, 1969.

## Phần thưởng
Edsall được tặng thưởng một Ngôi sao Chiến trận do thành tích phục vụ trong Thế Chiến II.
|  | Bronze star |

| Huân chương Chiến dịch Hoa Kỳ | Huân chương Chiến dịch Châu Âu-Châu Phi-Trung Đông với 1 Ngôi sao Chiến trận | Huân chương Chiến thắng Thế Chiến II |